# Liste des sites mégalithiques du Gwynedd
Cette liste non exhaustive recense les principaux sites mégalithiques du Gwynedd.

## Cartographie
Localisation des principaux sites mégalithiques du Gwynedd
| : Complexes mégalithiques · : Alignements, henges, cromlechs · : Dolmens, menhirs, tumulus, cairns · |

## Liste
| Site                  | Type    | Notes | Coordonnées                 | Image |
| --------------------- | ------- | ----- | --------------------------- | ----- |
| Betws Fawr            | Menhir  |       | 52° 56′ 27″ N, 4° 17′ 10″ O |       |
| Bryn Cader Faner (en) | Tumulus |       | 52° 53′ 54″ N, 4° 00′ 41″ O |       |
| Bryniau'r Tyddyn      | Menhir  |       | 52° 57′ 29″ N, 4° 13′ 22″ O |       |
| Graianog              | Menhir  |       | 53° 01′ 03″ N, 4° 18′ 16″ O |       |